# اللوبي الليبي في الولايات المتحدة
اللوبي الليبي في الولايات المتحدة هو عبارة عن مجموعة من المحامين وشركات العلاقات العامة وجماعات الضغط المهنية التي تدفع لها الحكومة الليبية أموالها مباشرة للضغط على الجمهور وحكومة الولايات المتحدة نيابة عن مصالح الحكومة الليبية.
وتعاملت الحكومة الليبية مع عدد من الشركات الأمريكية التي كشفت عن عملها بموجب قانون تسجيل الوكلاء الأجانب ، بما في ذلك شركة وايت &amp; كاس ، وبلانك روم ، وبوب ليفينغستون جروب ، و مجموعة مونيتور . في عام 2008، منحت شركة وايت آند كيس للمحاماة ليبيا "خصمًا خاصًا بنسبة 15 بالمائة من أسعارنا القياسية" في إطار جهودها لتعزيز "علاقة مهمة" مع الحكومة الليبية بقيادة معمر القذافي .  في عامي 2008 و2009، دفعت حكومة القذافي أكثر من 2 مليون دولار لجماعات الضغط وايت آند كيس، و بلانك روما، و مجموعة ليفينغستون ، بقيادة عضو الكونغرس السابق بوب ليفينغستون ، للضغط نيابة عنهم.  
تم تعيين مجموعة مونيتور في عام 2005 لتقييم حالة الاقتصاد الليبي، ووضع خطط للتحديث الاقتصادي وإصلاح النظام المصرفي، وتدريب القادة من مختلف قطاعات المجتمع.  ولم يتضمن العمل أي إصلاحات سياسية أوسع في الدولة الواقعة في شمال إفريقيا.   وفقا لمذكرة عام 2007 من مونيتور إلى رئيس المخابرات الليبية والتي حصل عليها فيما بعد المؤتمر الوطني للمعارضة الليبية وتم نشرها على الإنترنت في عام 2009، أبرمت مجموعة ونيتور عقودا أخرى مع النظام الليبي في عام 2006 بقيمة لا تقل عن 3 ملايين دولار ( 1.8 مليون جنيه إسترليني) سنويًا بالإضافة إلى النفقات. ووفقاً للمذكرة، كانت هذه العقود لحملة "تعزيز التفاهم والتقدير الدوليين لليبيا... والتأكيد على ظهور ليبيا الجديدة... [و] تقديم معمر القذافي كمفكر ومثقف".  أصبح عمل مجموعة مونيتور موضع جدل مع بداية الحرب الأهلية الليبية .  في مارس/آذار 2011، أعلنت مونيتور أنها بدأت تحقيقًا داخليًا في عملها لصالح الحكومة الليبية، وفي مايو/أيار 2011 سجلت أعمالها السابقة في ليبيا. 